# Return to Base
Albums de Slade
Slade Alive, Vol. 2
(1978) Slade Smashes!
(1980)
Singles
1. Ginny, Ginny
Sortie : 18 mai 1979

Return to Base est le huitième album studio du groupe britannique de rock Slade. Il est sorti en 1979 sur le label Barn Records.

## Fiche technique

### Chansons
Toutes les chansons sont écrites et composées par Noddy Holder et Jim Lea, sauf mention contraire.
| 1. | Wheels Ain't Coming Down               | 3:40 |
| 2. | Hold On to Your Hats                   | 2:32 |
| 3. | Chakeeta                               | 2:26 |
| 4. | Don't Waste Your Time (Back Seat Star) | 3:28 |
| 5. | Sign of the Times                      | 3:57 |

| 6.  | I'm a Rocker          | Chuck Berry | 2:46 |
| 7.  | Nuts Bolts and Screws |             | 2:30 |
| 8.  | My Baby's Got It      |             | 2:34 |
| 9.  | I'm Mad               |             | 2:46 |
| 10. | Lemme Love into Ya    |             | 3:26 |
| 11. | Ginny, Ginny          |             | 3:38 |

### Musiciens
- Noddy Holder : chant, guitare rythmique
- Dave Hill : guitare solo, chœurs
- Jim Lea : basse, piano, synthétiseur, chœurs
- Don Powell : batterie, percussions, chœurs

### Équipe de production
- Slade : production
- Andy Miller : ingénieur du son
- Dave Garland, Mark O'Donoghue : ingénieurs du son assistants
- Eric Massey : direction artistique